# Filmåret 1958

## Årets filmer

### A - G
- Ansiktet
- Barbaren och geishan
- Bock i örtagård
- Dadda för tre
- Damen i svart
- Den store amatören
- Ett litet hår av hin
- Ett svårskött pastorat
- Flottans överman
- Flugan
- Fridolf sticker opp!
- Fröken April
- Gigi, ett lättfärdigt stycke

### H - N
- Hiss till galgen
- I dag är jag kär
- Indiskret
- Jangada
- Jazzgossen
- Kairo centralstation
- King Creole[1]
- Kvinna i leopard
- Körkarlen
- Laila
- Mannekäng i rött
- Min onkel
- Musik ombord
- Nära livet

### O - U
- Poslušně hlásím
- Razzia
- Slag för slag
- Studie i brott
- The Hunters
- Tösen från Stormyrtorpet, originaltitel Das Mädchen vom Moorhof

### V - Ö
- Vad vet mamma om kärlek?
- Vi på Väddö
- Vikingarna
- Vännerna
- Åsa-Nisse i kronans kläder[2]

## Födda
- 4 januari – Julian Sands, brittisk skådespelare.
- 13 januari – Pernilla August, svensk skådespelare.
- 20 januari – Lorenzo Lamas, amerikansk skådespelare.
- 21 januari – Michael Wincott, kanadensisk skådespelare.
- 26 januari – Ellen DeGeneres, amerikansk skådespelare och komiker.
- 29 januari – Leif Andrée, svensk skådespelare.
- 30 januari – Mats Qviström, svensk skådespelare.
- 16 februari
  - Ice-T, eg. Tracy Marrow, amerikansk skådespelare, författare och Rap-artist.
  - Lisa Loring, amerikansk skådespelare, dottern i TV-serien Familjen Addams.
- 3 mars – Miranda Richardson, brittisk skådespelare.
- 4 mars – Patricia Heaton, amerikansk skådespelare.
- 10 mars – Sharon Stone, amerikansk skådespelare.
- 21 mars – Gary Oldman, brittisk skådespelare.
- 23 mars – Katarina Weidhagen, svensk skådespelare.
- 26 mars – Catherine Hansson, svensk skådespelare.
- 3 april – Alec Baldwin, amerikansk skådespelare.
- 8 april – Rikard Wolff, svensk skådespelare och musiker.
- 21 april – Andie MacDowell, amerikansk skådespelare och fotomodell.
- 29 april – Michelle Pfeiffer, amerikansk skådespelare.
- 26 maj – Aino Seppo, finländsk skådespelare.
- 29 maj
  - Annette Bening, amerikansk skådespelare.
  - Jarmo Mäkinen, finländsk-svensk skådespelare.
- 22 juni – Bruce Campbell, amerikansk skådespelare.
- 6 juli – Jennifer Saunders, brittisk skådespelare och komiker, Absolutely Fabulous.
- 8 juli
  - Kevin Bacon, amerikansk skådespelare och regissör.
  - Neetu Singh, indisk skådespelare.
- 16 juli – Bengt Bauler, svensk skådespelare.
- 9 augusti – Amanda Bearse, amerikansk skådespelare.
- 16 augusti – Madonna, amerikansk sångerska och skådespelare.
- 18 augusti – Madeleine Stowe, amerikansk skådespelare.
- 22 augusti – Colm Feore, amerikansk-kanadensisk skådespelare.
- 24 augusti – Steve Guttenberg, amerikansk skådespelare.
- 25 augusti – Tim Burton, amerikansk filmregissör.
- 3 september – Helén Söderqvist-Henriksson, svensk skådespelare.
- 8 september – Unni Kristin Skagestad, norsk skådespelare.
- 10 september – Chris Columbus, amerikansk regissör, manusförfattare och filmproducent.
- 20 september – Charlie Kaufman, amerikansk manusförfattare och filmproducent.
- 22 september – Joan Jett, amerikansk gitarrist, sångerska och skådespelare.
- 24 september – Kevin Sorbo, amerikansk skådespelare.
- 16 oktober – Tim Robbins, amerikansk skådespelare, manusförfattare och filmregissör.
- 20 oktober – Viggo Mortensen, amerikansk skådespelare och poet.
- 5 november – Robert Patrick, amerikansk skådespelare.
- 8 november – Phil Fondacaro, amerikansk skådespelare.
- 16 november – Marg Helgenberger, amerikansk skådespelare.
- 17 november – Mary Elizabeth Mastrantonio, amerikansk skådespelare.
- 21 november – Birgitta Englin, svensk skådespelare och teaterregissör.
- 22 november – Jamie Lee Curtis, amerikansk skådespelare.
- 1 december – Charlene Tilton, amerikansk skådespelare.
- 2 december – Michaela Jolin, svensk skådespelare och programpresentatör på SVT.
- 15 december – Linda Krüger, svensk krokimodell och skådespelare.
- 23 december – Annette Stenson-Fjordefalk, svensk skådespelare.

## Avlidna
- 22 januari – Hugo Tranberg, 72, svensk skådespelare.
- 26 januari – Eric Laurent, 63, svensk skådespelare och sångare.
- 23 februari – Wilhelm Haquinius, 72, svensk skådespelare, hovklockare och sångare.
- 27 februari – Josef Norman, 73, svensk operettsångare och skådespelare.
- 30 mars – Gösta Hillberg, 80, svensk skådespelare.
- 22 juli – Charlie Almlöf, 68, svensk skådespelare.
- 25 juli – Harry Warner, 76, amerikansk filmbolagsdirektör, grundare av Warner Bros.
- 30 juli – Nils Ohlin, 63, svensk skådespelare och instrumentmakare.
- 1 augusti – Charles White, 62, svensk musiker och skådespelare.
- 16 augusti – Paul Panzer, 85, tysk-amerikansk skådespelare.
- 3 november – Hedvig Lindby, 82, svensk skådespelare.
- 15 november – Tyrone Power, 44, amerikansk skådespelare.
- 15 december – Josua Bengtson, 76, svensk skådespelare.
- 20 december – James Westheimer, 74, svensk operasångare och skådespelare.

### Fotnoter
1. ↑  IMDB, läst 29 februari 2012
2. ↑  IMDB, läst 1 mars 2012